# Nemesia hanoverica
Nemesia hanoverica är en flenörtsväxtart som beskrevs av William Philip Hiern. Nemesia hanoverica ingår i släktet nemesior, och familjen flenörtsväxter. Inga underarter finns listade i Catalogue of Life.